# Ешенлое
Ешенлое (нім. Eschenlohe) — громада в Німеччині, розташована в землі Баварія. Підпорядковується адміністративному округу Верхня Баварія. Входить до складу району Гарміш-Партенкірхен. Складова частина об'єднання громад Ольштадт.
Площа — 55,05 км2. Населення становить 1570 ос. (станом на 31 грудня 2020).